# Чон-Капка
Чон-Капка (кирг. Чоң-Капка, до 2000 года — Пушкино) — село в Манасском районе Таласской области Кыргызстана. Входит в состав Уч-Коргонского аильного округа. Код СОАТЕ — 41707 225 845 05 0.

## Население
По данным переписи 2009 года, в селе проживало 1559 человек.